# Campionati europei di canottaggio 1938
I campionati europei di canottaggio 1938 si disputarono a Milano (Italia) e furono la XXXVIII edizione dei Campionati europei di canottaggio, si svolsero all'Idroscalo.

## Medagliere
| Pos.   | Nazione   |   |   |   | Totale |
| ------ | --------- | - | - | - | ------ |
| 1      | Germania  | 3 | 2 | 0 | 5      |
| 2      | Italia    | 2 | 3 | 1 | 6      |
| 3      | Svizzera  | 1 | 0 | 1 | 1      |
| 4      | Austria   | 1 | 0 | 0 | 1      |
| 5      | Ungheria  | 0 | 1 | 1 | 2      |
| 6      | Polonia   | 0 | 1 | 0 | 1      |
| 7      | Danimarca | 0 | 0 | 3 | 3      |
| 8      | Belgio    | 0 | 0 | 1 | 1      |
| Totale | Totale    | 7 | 7 | 7 | 21     |

## Podi
| Gara          | Oro             | Argento     | Bronzo       |
| ------------- | --------------- | ----------- | ------------ |
| Singolo       | Josef Hasenöhrl | Roger Verey | Ernest Rufli |
| Due di coppia | Italia          | Germania    | Belgio       |
| Due senza     | Germania        | Italia      | Danimarca    |
| Due con       | Italia          | Germania    | Danimarca    |
| Quattro senza | Svizzera        | Italia      | Danimarca    |
| Quattro con   | Germania        | Italia      | Ungheria     |
| Otto          | Germania        | Ungheria    | Italia       |